# Acromyrmex hispidus
Acromyrmex hispidus é uma espécie de inseto do gênero Acromyrmex, pertencente à família Formicidae.